# Florence Wallace Pomeroy
Florence Wallace Pomeroy, vicomtesse Harberton, née le 14 juin 1843 à Belfast et morte le 30 avril 1911 à South Kensington, est une militante féministe et une cycliste britannique. Elle s'implique en particulier dans la réforme vestimentaire pour permettre aux femmes de porter des vêtements qui les laissent libres de leur mouvements et ne nuisent pas à leur santé. Elle s'engage également en faveur du droit de vote des femmes.

## Biographie
Florence Wallace Legge est née à Malone House, à Belfast, le 14 juin 1843. Elle est la fille du riche propriétaire terrien William Wallace Legge (décédé en 1868), magistrat et Deputy Lieutenant du comté d'Antrim, et de son épouse, Eleanor Wilkie Forster,,.
Elle épouse James Spencer Pomeroy (1836–1912) le 2 avril 1861. Il devient le 6e vicomte Harrberton en 1862, elle prend donc le titre de vicomtesse.
Ils ont quatre enfants : Aline Florence, Hilda Evelyn, Ernest Arthur George (1867–1944, 7e vicomte) et Ralph Legge (1869–1956, 8e vicomte).
La richesse, la position, le réseau social et un mari partageant les mêmes idées qu'elle, permettent à Florence Wallace Pomeroy de bénéficier de libertés vestimentaires et d’opinion dont la plupart de ses contemporaines ne bénéficient pas. Elle utilise ces avantages pour soutenir sans relâche la réforme vestimentaire et les droits des femmes.
Elle fonde la Rational Dress Society (en) en 1881 et en devient la présidente en 1883. Cette association s'inscrit dans le mouvement de réforme vestimentaire, appelé Victorian Dress Reform au Royaume-Uni. Elle rejette les vêtements qui déforment la silhouette, entravent les mouvements du corps ou nuisent de quelque manière que ce soit à la santé. Elle vise particulièrement le port de corsets trop serrés, de chaussures à talons hauts, de jupes trop lourdes ... Elle proteste aussi contre les crinolines qu'elle juge laides et déformantes… La mode de l'époque comprend en effet des cols hauts et rigides, des tournures et des crinolines, rembourrées et doublées de baleines. Les vêtements sont encombrants et lourds. Robes et jupes traînent par terre, se déchirent, se salissent et font souvent trébucher les femmes. La Rational Dress Society veut que chacun et chacune soit habillé sainement, confortablement et élégamment, et que chacun recherche ce qui favorise le confort et la beauté dans sa tenue, par devoir envers soi-même et envers autrui,,.

« Nul n'est libre, qui ne peut, au moins, jouir sans restriction de ses propres membres, et l’apparence actuelle de la femme est l’expression perpétuelle de ce fait et de son abjecte acceptation d’une position humiliante. »

— Florence Harberton
Lors d'une conférence donnée en 1887 à Westminster Hall, Florence Harberton décrie l'opinion d'un médecin selon laquelle la santé et le côté pratique sont sans importance pour les vêtements féminins, « puisqu'elles ne peuvent en aucun cas marcher aussi vite ni aussi loin que les hommes ». Elle fustige les créateurs masculins : « Les robes que les hommes ont inventées pour les femmes n'ont jamais eu de succès, qu'il s'agisse des vêtements à la mode imaginés par Worth ou de la robe d'infirmière, inventée par les médecins. ». Les femmes qui succombent aux modes changeantes sont tout aussi critiquées : « Il n'est pas étonnant que les femmes soient considérées comme d'éternels nourrissons, puisqu'elles s'embarrassent et se ligotent volontairement de la tête aux pieds avec les vêtements que les marchands de vêtements leur proposent. ».
En tant que présidente de la Rational Dress Society, Florence Harberton doit essuyer les critiques et les attaques les plus virulentes de la part d'hommes de l'aristocratie anglaise, qui l'accusent de vouloir habiller les femmes comme des hommes, voire de vouloir moderniser les modes de la Grèce antique. Lady Haberton se défend de ces attaques dans ses articles de presse.
En 1893, Elle participe au Congrès mondial des organisations représentatives des femmes. Elle fait partie du comité organisateur et présente une contribution intitulée Dress Reform and Its Necessity.
Florence Harberton est une cycliste passionnée. Elle pratique ce sport, vêtue d'une jupe plus courte portée sur un pantalon volumineux, les knickerbockers. Lorsque l'auberge Hautboy refuse de la servir , craignant que sa tenue n'offusque et fasse fuire les autres consommateurs, elle lui intente un procès qu'elle perd sous prétexte que l'aubergiste lui avait proposé d'occuper une salle séparée. Le Cycling UK (en) lui apporte son soutien et retire son agrément à l'auberge. Le journal The Cheltenham Chronicle écrit, en avril 1899 que Lady Harberton a eu  « beaucoup de courage, à la fois physique et moral, pour ne serait-ce que mentionner le mot bloomers ». Cet incident, très médiatisé, encourage de nombreuses femmes à se mettre à la pratique du cyclisme,,,,.
En 1893, Florence Harberton est à la tête de la Short Skirt League (Ligue de la jupe courte) et, en 1898, elle est trésorière de la Rational Dress League.
En octobre 1899, elle accueille la première tentative de création d'un Club automobile féminin (en), dans sa maison de Londres. Faute de soutien suffisant à ce moment là, le club ne sera créé qu'en 1903.
Lors de l'essor du mouvement des suffragettes, Lady Haberton s'exprime en faveur des femmes dans des articles publiés dans le The Times. Dans ces articles, elle affirme que les femmes sont capables d'accomplir les mêmes activités et les mêmes exploits que les hommes, tant dans la vie quotidienne qu'à travers l'histoire.
Elle milite également pour des réformes visant à prévenir la tuberculose
Florence Harberton décède le 30 avril 1911 à Onslow Square (en), South Kensington, à l'âge de 67 ans.

« Avec la mort de Lady Harberton, les « femmes pionnières » perdent une partisane fougueuse, énergique et audacieuse et la société une personnalité remarquable. »

— The Times